# Physalis missouriensis
Physalis missouriensis ist eine Pflanzenart aus der Gattung der Blasenkirschen (Physalis) in der Familie der Nachtschattengewächse (Solanaceae), die in Nordamerika heimisch ist.

## Beschreibung
Physalis missouriensis ist eine 15 bis 40 cm hoch werdende, einjährige Pflanze. Die Sprossachse ist stark verzweigend und dicht mit vielzelligen, drüsigen Trichomen mit einer Länge von 0,5 bis 1,2 mm besetzt. Die Laubblätter sind insgesamt 3,5 bis 9,5 cm lang, wovon die Blattstiele 1 bis 4 cm ausmachen. Die Blattspreite ist eiförmig bis langgestreckt und filzig behaart, gelegentlich an den Blattadern dichter behaart. Sie hat eine Länge von 2,5 bis 5,5 cm und eine Breite von 2,0 bis 4,5 cm. Nach vorn hin ist das Blatt zugespitzt, die Basis ist stumpf bis herzförmig, in einigen Exemplaren auch bis zu 5 mm schräg. Der Blattrand ist gekerbt.
Die Blütenstiele sind 2,5 bis 6,0 mm lang, der Kelch hat zur Blüte einen Durchmesser von 1,4 bis 2,0 mm, ist mit 1,5 bis 2,5 mm langen Zähnen besetzt und filzig behaart. Die Krone ist gelb, an der Innenseite behaart, weist keine Zeichnung auf und misst im Durchmesser 7,0 bis 9,5 mm. Die Staubfäden und Staubbeutel sind gelb, blau oder blau getönt und zusammen 0,8 bis 1,0 mm lang. Die Blütezeit reicht von Juni bis Oktober.
Zur Fruchtreife hat sich der Stiel auf eine Länge von 5,5 bis 9,0 mm vergrößert, der die Frucht umschließende Kelch ist 1,5 bis 2,5 mm lang, 1,5 bis 2,0 mm breit, leicht fünfeckig oder drehrund, nur leicht eingestülpt und überall filzig behaart. Die reifen Beeren sind kugelförmig und haben einen Durchmesser von 1,0 bis 1,5 mm. Sie enthalten eine Vielzahl an Samen, diese haben einen Durchmesser von 2,0 mm und sind goldgelb, die Samenoberfläche ist kleingrubig.

## Vorkommen
Die Art kommt ausschließlich in den Vereinigten Staaten vor, wo sie in den Bundesstaaten Arkansas, Kansas, Missouri, Nebraska,  Oklahoma und Texas anzutreffen ist.

## Systematik
Physalis missouriensis wird innerhalb der Gattung der Blasenkirschen (Physalis) in die Sektion Epeteiorhiza der Untergattung Rydbergis eingeordnet. Von den anderen Vertretern der Sektion unterscheidet sie sich vor allem durch den zur Fruchtreife fast drehrunden Kelch und die nicht gezeichnete Krone. Zudem ähnelt die Art Physalis angulata, unterscheidet sich von dieser jedoch durch die komplett filzig-drüsige Behaarung und die Blütenstiele, die nie länger als 1 cm werden.